# Maximiliano Ruiz Arias
Maximiliano Ruiz Arias (Ciudad de México, 1946-ib., 25 de noviembre de 2019) fue un ingeniero y político mexicano que, como miembro del partido Movimiento Regeneración Nacional (Morena), ocupó el cargo de diputado federal en el periodo 2018-2019.

## Reseña biográfica
Maximiliano Ruiz Arias fue ingeniero eléctrico, entre 1978 y 1983 ejerció su profesión laborando en la entonces Secretaría de Asentamientos Humanos y Obras Públicas (SAHOP). Destacó y se dio a conocer entre la población de Sinaloa durante una larga trayectoria como locutor del programa radiofónico Cuenta Regresiva en Radio Cultura, estación radiodifusora del Instituto Cultural de Occidente.
Incursionó en la actividad política a partir de 2015 como miembro de Morena, partido por el que fue designado enlace federal en el distrito electoral de Mazatlán, Sinaloa; lo que permitió que en 2018 la coalición Juntos Haremos Historia lo postulara como su candidato a diputado federal por dicha demarcación, el Distrito 1 de Sinaloa.
Electo a la LXIV Legislatura que debería de ejercer entre 2018 y 2021, en la Cámara de Diputados como integrante de la bancada de Morena, fue presidente de la comisión de Pesca; e integrante de la comisión de Marina. 
Falleció a causa de un padecimiento de cáncer; su muerte fue inicialmente anunciada por el líder de los diputados de Morena, Mario Delgado Carrillo, que minutos después desmintió su fallecimiento; sin embargo, momentos después se confirmó oficialmente su fallecimiento a los 73 años de edad, en la Ciudad de México. Al día siguiente, recibió un homenaje de cuerpo presente en el salón de sesiones del Palacio Legislativo de San Lázaro.